# Chante France
 (mars 2017).
Si vous disposez d'ouvrages ou d'articles de référence ou si vous connaissez des sites web de qualité traitant du thème abordé ici, merci de compléter l'article en donnant les références utiles à sa vérifiabilité et en les liant à la section « Notes et références ».
Chante France est une station de radio parisienne de HPI Groupe, lequel groupe, présidé par Hervé du Plessix, détient également Évasion FM. Elle émet en modulation de fréquence sur la fréquence 90,9 MHz depuis la Tour Eiffel de Paris, pour diffuser ses programmes en région parisienne, mais aussi sur Beauvais et Chartres. La technique de la RNT lui permet en outre de desservir Lyon, Nantes, Strasbourg, Nancy et Lille. La programmation est axée autour de la chanson française, thématique que la radio spécifie au travers de webradios depuis 2013.

## Historique
À sa création, le 1er janvier 1994, elle est parrainée par quatre figures de la radio et de la chanson : Pierre Bellanger (Skyrock), Stéphane Collaro, Eddie Barclay et surtout Hachette Filipacchi Médias[source secondaire souhaitée]. À l'origine, elle doit être la première station d'un réseau appelé à concurrencer Chérie FM, du groupe NRJ. Mais devant la pénurie de fréquences en France, la préférence est allée au développement de Skyrock[source secondaire souhaitée]. L'enjeu consiste aussi à satisfaire aux exigences de l'État quant à la diffusion de chansons francophones (amendement Pelchat, 1994).
En 1997, Hachette Filipacchi Médias revend le groupe Chante France à IDI (Institut de développement industriel). 
La station a été vendue par Orbus (propriétaire de Skyrock) au HPI Groupe en 2010,.

## Identité de la station

### Logos

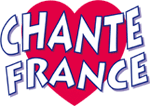
Ancien logo de Chante France du 1er janvier 1994 au 3 novembre 2010
Logo actuel de Chante France depuis le 1er septembre 2011

### Slogans
Les plus belles chansons françaises.

## Programmation
Chante France repose sur une thématique 100 % chanson française, diffusant les plus grands classiques de la chanson française. Une émission d'astrologie présentée par Guillaume Cauvigny a fait parler de cette fréquence, à la fin des années 1990[réf. souhaitée]. L'animation et l'information y sont présentes depuis le rachat de cette radio par le HPI Groupe en 2010. 
À la différence de la période des années 1990 où leur nombre est restreint, une série d'animateurs sont venus progressivement renforcer par la suite, l'équipe à l'antenne[réf. souhaitée].

## Diffusion

### Webradios
En mars 2013, cinq webradios sont créées.